# Wladimir Khittel von Bialopior
Wladimir Khittel von Bialopior (4. září 1842 Praha – 29. července 1923 Laxenburg) byl rakousko-uherský admirál. Jako absolvent námořní akademie sloužil u námořnictva od roku 1859 a byl účastníkem několika válečných konfliktů. Absolvoval také několik zaoceánských cest a nakonec zastával funkci velitele námořní základny v Pule (1899–1901). V roce 1901 byl penzionován a mimo aktivní službu dosáhl hodnosti viceadmirála. 

## Biografie

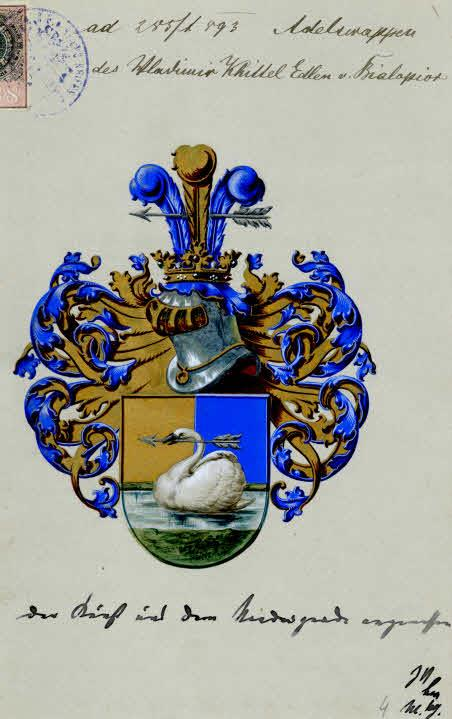
Erb Wladimira Khittela při povýšení do šlechtického stavu (1893)

Byl synem c. k. rytmistra Josefa Khittela. Reálku absolvoval v rodné Praze, poté studoval na vojenské kadetní škole v Hainburgu a od roku 1856 na C. k. námořní akademii v Terstu. K námořnictvu nastooupil v roce 1859 jako kadet a ještě téhož roku se zúčastnil války se Sardinií. V letech 1861–1862 absolvoval kurz u Hydrografického úřadu v Terstu a poté sloužil u námořní základny v Pule. Na parníku SMS Santa Lucia se v roce 1864 zúčastnil dánsko-německé války a v roce 1866 získal hodnost praporčíka. Mezitím se v letech 1864–1866 na dělovém člunu SMS Hum plavil podél břehů Dalmácie a do Řecka, v roce 1866 se zúčastnil další války s Itálií jako dělostřelecký důstojník na lodi SMS Vulcan. Jako důstojník dělostřelectva poté sloužil na různých lodích, několikrát byl také členem posádky na císařské jachtě SMS Miramar. 
Postupoval v hodnostech (poručík II. třídy 1871, poručík I. třídy) a službu u námořní základny v Pule střídal s působením na dělostřeleckých výcvikových lodích. V letech 1883–1884 byl pobočníkem velitele přístavu v Pule a 1. května 1885 byl povýšen na korvetního kapitána s přidělením ke sborovému námořnímu velitelství v Pule. Na lodích SMS Radetzky, SMS Erzherzog Albrecht a SMS Laudon byl v letech 1886–1887 šéfem štábu divize a k datu 1. listopadu 1888 povýšen do hodnosti fregatního kapitána. Na korvetě SMS Zrínyi absolvoval v letech 1890–1891 expedici na Dálný východ.

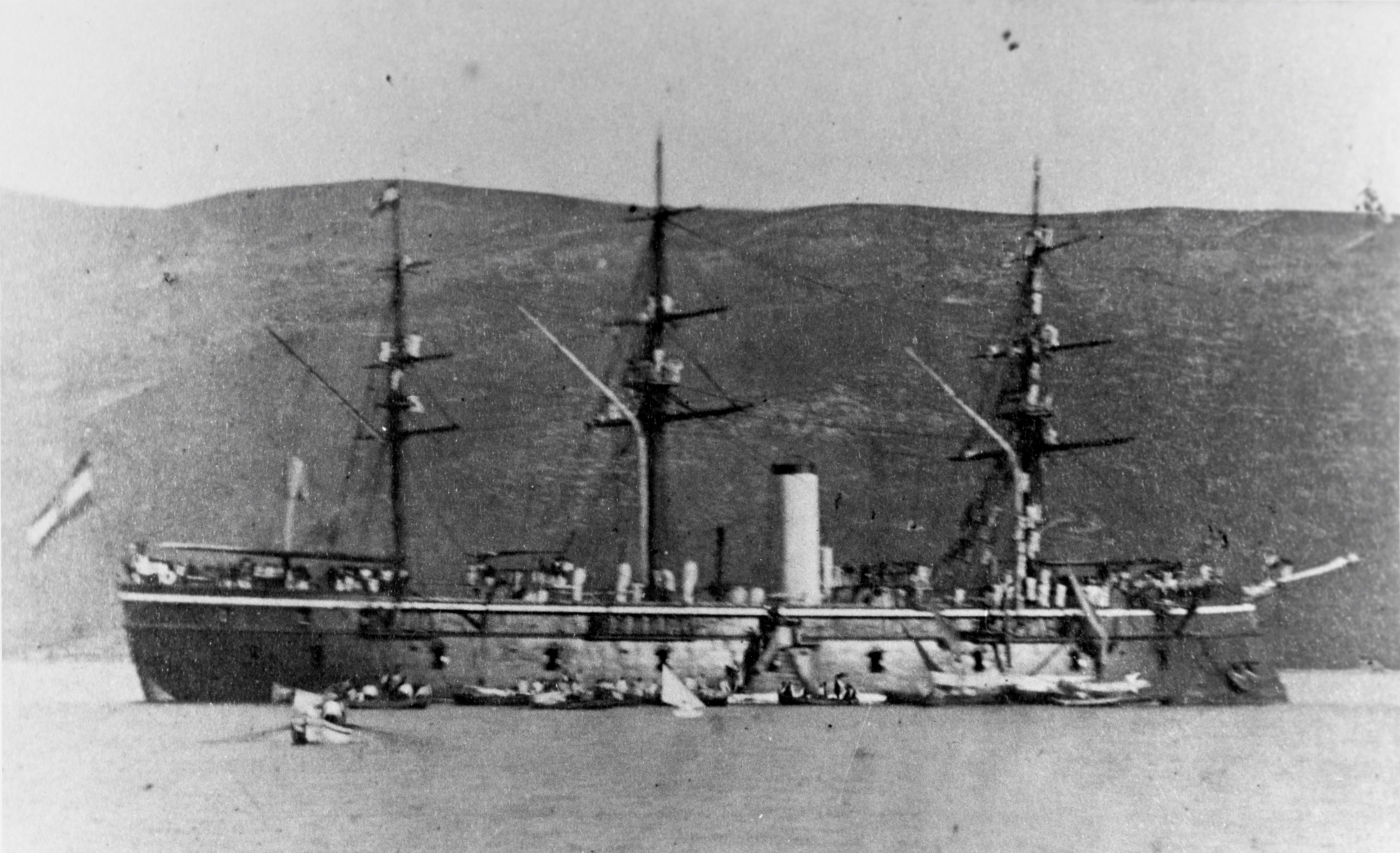
SMS Habsburg, vlajková loď admirála Khittela v letech 1893–1897

V letech 1891–1893 byl přednostou IV. odboru v námořní sekci na ministerstvu války ve Vídni a v létě 1893 krátce velel obrněné lodi SMS Don Juan d'Austria. K datu 1. května 1893 byl povýšen na kapitána řadové lodi a na vlajkové lodi SMS Habsburg byl v letech 1893–1897 velitelem jednotek námořní pěchoty v Pule. Následně v letech 1897–1899 zastával funkci prezidenta Námořní technické kontrolní komise a dne 1. května 1899 byl povýšen na kontradmirála. Nakonec byl v letech 1899–1901 velitelem námořní základny v Pule. V říjnu 1901 byl penzionován a při té příležitosti obdržel titulární hodnost viceadmirála (1. listopadu 1901).
Po odchodu do výslužby žil trvale ve Vídni, zemřel 29. července 1923 ve věku osmdesáti let v Laxenburgu, kde je také pohřben. 
V roce 1872 se v Terezíně oženil s Valerií Marií Pelikanovou (1855–1930), dcerou c. k. polního podmaršála Josefa Pelikana von Plauenwald (1818–1896). Z manželství se narodili tři synové, z nichž prostřední Oskar (1886–1964) byl ministerským radou. Díky své manželce byl Khittel mimo jiné švagrem admirála Moritze Sachse (1844–1933). 

## Tituly a ocenění

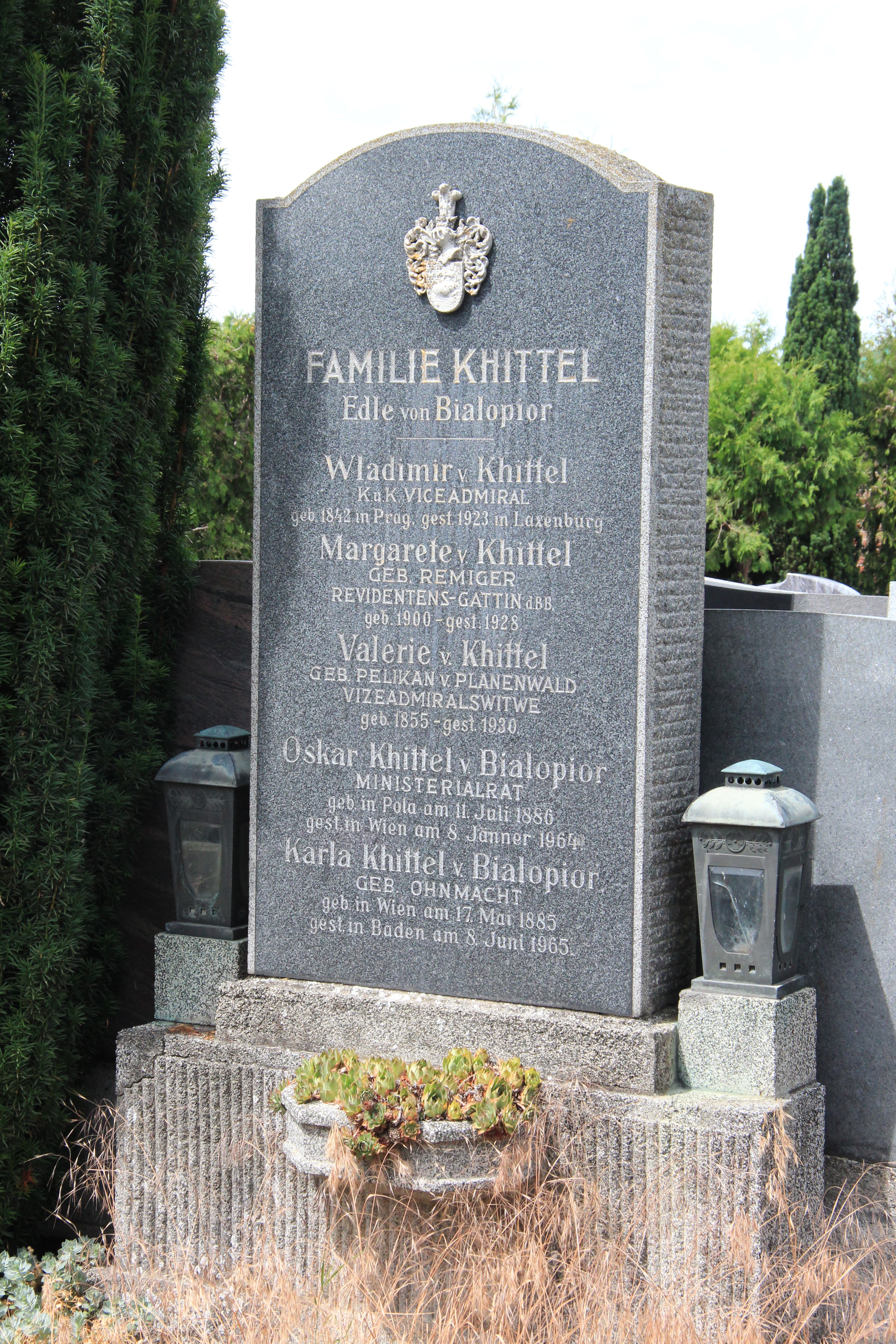
Hrobka rodiny admirála Khittela v Laxenburgu

V roce 1893 byl povýšen do šlechtického stavu s predikátem Edler von Bialopior. Během služby u námořnictva se stal nositelem vysokých vyznamenání v Rakousku-Uhersku i v zahraničí.

### Rakousko-Uhersko
- Válečná pamětní medaile (1864)
- Válečná medaile (1873)
- Služební odznak pro důstojníky III. třídy (1879)
- Řád železné koruny III. třídy (1891)
- Vojenský záslužný kříž (1897)
- Jubilejní pamětní medaile (1898)
- Služební odznak pro důstojníky II. třídy (1899)
- Vojenský jubilejní kříž (1908)

### Zahraničí
- Řád knížete Danila I. IV. třídy (1880, Černá Hora)
- Námořní záslužný kříž II. třídy (1889, Španělsko)